# Thomas Heywood

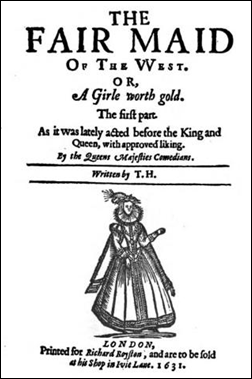
The Fair Maid of the West, vydání z roku 1631

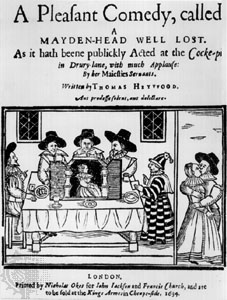
Maidenhead Well Lost, vydání z roku 1634

Thomas Heywood (asi 1574, Lincolnshire – 16. srpna 1641, Clerkenwell, Londýn) byl anglický dramatik pozdní renesance (období tzv. alžbětinského divadla).

## Život
O životě Thomase Heywooda se ví velmi málo. Předpokládá se, že se narodil v hrabství Lincolnshire, ale rok narození je nejistý (uvádí se od roku 1573 až do roku 1575). Jeho otec měl být pastorem a příbuzným jiného anglického dramatika Johna Heywooda (asi 1497 – po 1575). Vzdělání měl Thomas Heywood získat na Cambridgeské univerzitě.
Svou první divadelní hru The Four Prentices of London (Čtyři londýnští učedníci) napsal Heywood asi roku 1592. Roku 1596 se jako herec a dramatik připojil v Londýně k divadelní společnosti impresária Philipa Henslowa (asi 1550–1616) Služebnící lorda admirála (Lord Admiral's Men). Je autorem asi 220 her, z nichž se dochovalo dvacet čtyři. Některé z nich napsal ve spolupráci s jinými dramatiky a je také spoluautorem kolektivní hry Sir Thomas More (1591–1596), na níž se kromě něho podíleli ještě Anthony Munday, Henry Chettle, Thomas Dekker a William Shakespeare.
Náměty pro své hry čerpal Heywood z antiky a z mytologie, ze starých kronik a z dobrodružných středověkých románů, ale i ze současných událostí. Obzvláště pak psal tzv. rodinná dramata (domestic drama), z nichž vyniká A Woman Killed with Kindness (1602, Žena zabitá dobrotou).
Od roku 1619 přestal Heywood působit jako herec, ale pokračoval v psaní divadelních her, zejména pro společnosti Queen Henrietta's Men nebo Lady Elizabeth's Men. Psal rovněž básně a prozaické práce. Datum 16. srpna roku 1641 je datem jeho pohřbu (přesné datum úmrtí není známo).

## Dílo

### Divadelní hry
- The Four Prentices of London: With the Conquest of Jerusalem (asi 1592, tiskem 1615, Čtyři londýnští učedníci), hra popisující cestu čtyř mladých londýnských učedníků do Jeruzaléma během první křížové výpravy roku 1095,
- Edward IV (asi 1594, tiskem 1600), historická hra, dva díly,
- The Royall King, and the Loyall subject (uvedeno 1600, tiskem 1637), komedie
- A Woman Killed with Kindness (1603, tiskem 1607, Žena zabitá dobrotou), nejlepší Heywoodova hra,[1] tragédie s námětem od Williama Paintera, ve které svedená žena umírá, ale její manžel jí na smrtelném loži odpouští.
- If You Know Not Me, You Know Nobody, or The Troubles of Queene Elizabeth (uvedeno 1605, tiskem 1606, Jestliže mě neznáte, neznáte nikoho), dvoudílná historická hra o životě královny Alžběty I.
- The Fayre Maid of the Exchange (tiskem anonymně 1607), dvoudílná komedie, za autora je považován Heywood,
- Fortune by Land and Sea (1607, tiskem 1655), tragikomedie, společně s Williamem Rowleym,
- The Tragedy of the Rape of Lucrece (1608, Znásilnění Lukrécie), tragédie z římských dějin.
- Appius and Virginia (Appius a Virginie), datum vzniku hry je neznámé, klade se od roku 1608 až do roku 1623, tiskem 1654, tragédie, společně s Johnem Websterem,
- Série her založená na mýtech starověkého Řecka a Říma: The Golden Age (asi 1611, Zlatý věk), The Silver Age (asi 1613, Stříbrný věk), The Brazen Age (asi 1613, Bronzový věk) a dvoudílná hra The Iron Age (1632, Železný věk).
- The Captives, or The Lost Recovered (1624), komedie,
- The English Traveller (uvedeno 1627, tiskem 1633, Anglický cestovatel), komedie,
- The Fair Maid of the West, or a Girl Worth Gold (tiskem 1631), komedie o námořním kapitánovi, pirátech a mladé dívce, pracující jako sklepnice v Plymouthské taverně, dva díly. Předpokládá se, že první díl vznikl již v letech 1597 až 1603, druhý roku 1630.
- A Pleasant Comedy, Called a Maidenhead Well Lost (1634), komedie,
- The Late Lancashire Witches (1634, tragédie napsaná společně s Richardem Bromem.
- Love's Mistress, or The Queen's Masque (tiskem 1636), maska, příběh Amora a Psyché podle Apuleia.

### Ostatní
- Troia Britannica, or Great Britaines Troy (1612), báseň,
- An Apology for Actors (1612, Obrana herců), prozaická práce zaměřená proti puritánským útokům na divadlo a obhajující jeho postavení ve společnosti,
- A Funeral Elegy Upon the Death of Henry, Prince of Wales  (1613, Pohřební elegie na smrt Jindřicha, prince z Walesu), elegie vyvolaná předčasnou smrtí Jindřicha Stuarta, syna krále Jakuba I.,
- Gunaikeion, or Nine Bookes of Various History Concerninge Women (1624), báseň, devět knih z různých historických období vztahující se k ženám,
- England's Elizabeth, Her Life and Troubles During Her Minority from Time Cradle to the Crown (1631),
- The Hierarchy of the Blessed Angels (1635, Hierarchie blahoslavených andělů), didaktická báseň,
- Exemplary Lives and Memorable Acts of Nine of the Most Worthy Women of the World: Three Jews, Three Gentiles, Three Christians (1640), životopisné eseje věnované ženám.
- The Life of Merlin surnamed Ambrosius (1641, Život Merlina přezdívaného Ambrosius), kronika britských králů od mytického trojského Bruta až po Karla I.

## Česká vydání
- Žena zabitá dobrotou, antologie Alžbětinské divadlo II. – Shakespearovi současníci, Odeon, Praha 1980, přeložil Milan Lukeš